# Elezioni generali in Irlanda del 1992
Le elezioni generali in Irlanda del 1992 si tennero il 25 novembre per il rinnovo del Dáil Éireann, la camera bassa dell’Oireachtas, il parlamento del paese.
Queste videro la vittoria del Fianna Fáil di Albert Reynolds, che divenne Taoiseach (capo del governo). Nel dicembre 1994 fu sostituito da John Bruton, espressione del Fine Gael.

## Risultati
| Fianna Fáil                 | 674 650   | 39,11 | 77  |  |  |  |
| Fine Gael                   | 422 106   | 24,47 | 45  |  |  |  |
| Partito Laburista           | 333 013   | 19,31 | 33  |  |  |  |
| Democratici Progressisti    | 80 787    | 4,68  | 10  |  |  |  |
| Sinistra Democratica        | 47 945    | 2,78  | 4   |  |  |  |
| Sinn Féin                   | 27 809    | 1,61  | –   |  |  |  |
| Partito Verde               | 24 110    | 1,40  | 1   |  |  |  |
| Partito dei Lavoratori      | 11 533    | 0,67  | –   |  |  |  |
| Partito Centrista Cristiano | 3 413     | 0,20  | –   |  |  |  |
| Indipendenti                | 99 487    | 5,77  | 5   |  |  |  |
| Totale                      | 1 724 853 | 100   | 166 |  |  |  |
|                             |           |       |     |  |  |  |
| Voti non validi             | 26 498    | 1,51  |     |  |  |  |
| Votanti                     | 1 751 351 | 68,49 |     |  |  |  |
| Elettori                    | 2 557 036 |       |     |  |  |  |